# Doktor Oz radzi
Doktor Oz radzi (ang. The Dr. Oz Show) – amerykański program telewizyjny typu talk-show prowadzony przez kardiochirurga dr. Mehmata Oza.
W Polsce program był nadawany na Polsacie od 7 grudnia 2011 r. do 22 czerwca 2012 r. Wyemitowano w tym czasie 133 odcinki.

## Historia
Początkowo dr Oz pojawiał się w programie The Oprah Winfrey Show jako ekspert od spraw zdrowotnych. Ponieważ przez pięć sezonów zyskał sobie ogromną sympatię wśród widzów, postanowiono, że otrzyma on własny program. 14 września 2009 r. wyemitowano w USA pierwszy odcinek programu, który wraz z Sony Pictures Entertainment produkuje firma Winfrey, Harpo Productions. Show cieszy się dużą popularnością także poza granicami Stanów i jest wyświetlany m.in. w Singapurze, na Słowacji, w Holandii czy krajach arabskich.

## Produkcja
Program nagrywany jest w Studiu 6A w NBC Studios w Nowym Jorku, gdzie powstawały też takie programy jak: Late Night with David Letterman (1982 – 1993) i Late Night with Conan O’Brien (1993 – 2009). Pierwsza seria została nominowana do Nagrody Emmy za najlepszy informacyjny talk-show, a doktor Oz otrzymał statuetkę dla najlepszego gospodarza programu. 12 września 2011 r. ruszyła w USA emisja trzeciej serii, w której odnowiono wygląd studia.
Program ma własną pełnoetatową jednostkę medyczną złożoną z badaczy, producentów leków i lekarzy. Codziennie cały zespół wspólnie z dr Ozem i producentami programu pracuje nad scenariuszem i poszczególnymi elementami całego show. Medycy dodatkowo oceniają i zatwierdzają wszystkie produkty, które pojawiają się w programie, a każdego miesiąca otrzymują ponad dwieście niezamówionych wyrobów.